# Orphis Léon Lallemand
Pour les articles homonymes, voir Lallemand.
Orphis Léon Lallemand, né le 27 septembre 1817 à Éteignières (Ardennes) et mort le 20 décembre 1893 dans la même ville, est un général de division français, grand-croix de la Légion d'honneur et médaillé militaire.
Saint-Cyrien, il effectue la majeure partie de sa carrière en Algérie française. Général de division en 1870 et nommé commandant supérieur des forces de terre et de mer en Algérie, il est chargé de réprimer  l'insurrection de 1871. Il commande ensuite plusieurs corps d'armée et termine sa carrière à la présidence du Comité consultatif d'État-major.

## Biographie

### Famille
Il est le fils de Jean-Baptiste Lallemand, brigadier de gendarmerie royale, ancien soldat ayant participé aux guerres napoléonniennes, et de Marie Augustine Lagneaux.

### Formation
Il intègre l'École spéciale militaire de Saint-Cyr en 1837 puis l'École d'application du Corps royal d'état-major en 1840, réservée aux meilleurs élèves de l'ESM.

### Conquête de l'Algérie
Nommé lieutenant en 1842, il est envoyé en Algérie ou il sert presque sans interruption jusqu'en 1871.
Il sert d'abord comme aide de camp puis comme chef d'Etat-Major des généraux Lamoricière, Pélissier et Bosquet. Il est nommé capitaine en 1844.

### Guerre de Crimée
Promu chef d'escadron en 1854, il se distingue au cours de la guerre de Crimée et est cité à l'ordre de l'armée le 22 août 1855 et promu lieutenant-colonel la même année.

### Retour en Algérie
Après cette campagne, il est renvoyé en Algérie à l'État-Major du gouverneur de l'Algérie, le maréchal Randon. En 1857, il participe à l'expédition de grande Kabylie, puis devient commandant de la province de Tizi Ouzou avec pour charge de pacifier la région.
Devenu colonel en 1860 il prend la tête de la subdivision d'Aumale puis, en 1862, de celle d'Orléansville.
Il est promu général de brigade en 1868.

### Commandant supérieur des forces de terre et de mer en Algérie (1870-1871)
Rappelé brièvement en France après le déclenchement de la guerre de 1870, il ne participe pas aux combats. Promu général de division le 24 octobre 1870, il est nommé le jour même commandant supérieur des forces de terre et de mer en Algérie qu'il rejoint le 10 novembre. Ayant sous ses ordres sept colonnes qui comptent ensemble plus de 22 000 hommes, il réprime l'insurrection de 1871  avec fermeté.

### Commandant de corps d'armée
De retour en France, il commande de 1874 à 1876 le  11e corps d'Armée à Nantes, puis de 1877 à 1879 le 15e à Marseille et enfin de 1882 à 1883, le 1er à Lille.
Il est élevé à la dignité de Grand-croix de la Légion d'honneur le 3 février 1880 puis décoré de la médaille militaire le 11 juillet 1882.

### Président du Comité consultatif d'État-major
Il est président du Comité consultatif d'État-major de 1884 à 1886.
Il inspecte également l'École supérieure de guerre et l'École spéciale militaire de Saint-Cyr.

### Dernières années
En octobre 1887, ayant atteint l'âge de 70 ans, il est placé en disponibilité hors cadre.
Il se retire dans son village natal où il meurt le 20 décembre 1893.
Il a eu pour officiers d'ordonnance les généraux Leplus et Jamont.

## Hommages
Le fort Lallemand, construit en 1894, à 56 km au sud d'Hassi Messaoud (aujourd'hui Hassi Bel Haïran en Algérie), porte son nom.

## Décorations
- Médaille militaire (11 juillet 1882)[6]
- Grand-croix de la Légion d'honneur (3 février 1880), décoration remise à Paris le 25 février 1880 par le général Courtot de Cissey
  - Grand Officier le 21 avril 1874
  - Commandeur le 13 août 1863
  - Officier le 22 août 1855
  - Chevalier le 23 janvier 1848
- Médaille de Crimée (29 janvier 1856) reconnue par le gouvernement français par décret du 26 avril 1856) avec agrafes " Alma", "Sébastopol" et "Inckermann".

## Sources biographiques
: document utilisé comme source pour la rédaction de cet article.
- Arthur Chuquet, « Le général Lallemand, d'Éteignières 1817-1893 » dans Revue historique ardennaise, A. Picard et fils., 1896, pp. 217-228. Lire en ligne.
- « Lallemand (Orphis Léon) » dans Gustave Vapereau, Dictionnaire universel des contemporains, Volume 2, Hachette, 1893, p. 910. Lire en ligne.
- Alfred Hannedouche, « Lallemand », dans Ardennes, vol. 16, Paris, Curel, Gougis & Cie, coll. « Galerie française », s.d., vers 1894 (lire en ligne), p. 32
- « Notices nécrologiques - L », sur La Vie rémoise
- « Un grand africain oublié : le général Lallemand » dans Le Burnous : bulletin de l'Association amicale et philanthropique des anciens spahis, 1er octobre 1937, pp. 19-20. Lire en ligne.
- Michel Wattel et Béatrice Wattel (préf. André Damien), « Lallemand, Orphis Léon » in  Les Grand’Croix de la Légion d’honneur : De 1805 à nos jours, titulaires français et étrangers, Paris, Archives et Culture, 2009, 701 p. (ISBN 978-2-35077-135-9).